# Al·lèrgia
L'al·lèrgia és una resposta exagerada de l'organisme quan entra en contacte amb determinades substàncies provinents de l'exterior. Aquestes substàncies capaces de provocar una reacció al·lèrgica es coneixen com a substàncies al·lergògenes o senzillament al·lergògens. L'al·lèrgia és l'efecte perjudicial d'hipersensibilitat de l'organisme.
La substància a la qual es té al·lèrgia s'anomena "al·lergogen", i els símptomes provocats es defineixen com "reaccions al·lèrgiques". Quan un al·lergogen penetra en l'organisme d'un subjecte al·lèrgic, el sistema immunitari d'aquest subjecte respon produint una gran quantitat d'anticossos, anomenats immunoglobulina E (IgE). Una exposició successiva al mateix al·lergen produirà l'alliberació de mediadors químics, en particular histamina, que produirà els símptomes típics de la reacció al·lèrgica.
L'exposició primerenca a possibles al·lergògens pot ser protectora. Els tractaments per a les al·lèrgies inclouen evitar al·lèrgens coneguts i l'ús de medicaments com glucocorticoides i antihistamínics. En les reaccions greus es recomana l'adrenalina injectable. La immunoteràpia contra els al·lèrgens, que exposa gradualment a les persones a quantitats cada cop més grans d'al·lergògens, és útil per a alguns tipus d'al·lèrgies com la febre del fenc i les reaccions a les picades d'insectes. El seu ús en al·lèrgies alimentàries no és clar.
Les al·lèrgies són freqüents. Al món desenvolupat, al voltant del 20% de les persones es veuen afectades per rinitis al·lèrgica, al voltant del 6% de les persones tenen almenys una al·lèrgia alimentària, i al voltant del 20% tenen dermatitis atòpica en algun moment. Depenent del país, aproximadament un 1-18% de les persones tenen asma. L'anafilaxi es produeix entre un 0,05-2% de les persones. Les taxes de moltes malalties al·lèrgiques sembla que van augmentant. L'any 1905 Clemens von Pirquet va suggerir que la malaltia del sèrum (un fenomen d'hipersensibilitat) té relació directa amb la producció d'anticossos o antígens contra el sèrum injectat, introduint el terme al·lèrgia per referir-se a aquesta reactivitat immunològica alterada.

## Etimologia
El mot català al·lèrgia ve del grec αλλεργία —allergía— i en paraules del mateix idioma αλλος "altre", i εργíα "feina". La paraula composta així té el significat de reacció estranya.

## Classificació i història
El concepte "al·lèrgia" va ser introduït el 1906 pel pediatre vienès Clemens von Pirquet, ja que es va fixar que alguns dels seus pacients eren hipersensibles a coses normalment innòcues com la pols, el pol·len o alguns menjars. Pirquet va anomenar aquest fenomen "al·lèrgia" per les paraules gregues allos que significava "altre" i ergon que significava "feina". Històricament, totes les formes d'hipersensibilitat es classificaven com a al·lèrgies, i es creia que causaven una activació del sistema immunitari. Després, es va deixar clar que s'hi implicaven diferents malalties, amb el punt comú que totes eren un trastorn del sistema immunitari.
El 1963, Philip Gell i Robin Coombs van fer una nova classificació que descrivien quatre tipus de reaccions d'hipersensibilitat, conegudes de tipus I a tipus IV:
| Tipus | Denominació               | Descripció                    | Exemples |
| ----- | ------------------------- | ----------------------------- | --- |
| I     | Immediates                | Basades en la reacció a l'IgE | Dermatitis atòpica Urticària Rinitis al·lèrgica Asma al·lèrgic Al·lèrgia als aliments Al·lèrgia a medicament                                                             |
| II    | Citotòxiques              | Hi intervenen IgG i IgM       | Anèmia hemolítica autoimmunitària Púrpura trombocitopènica idiopàtica Pèmfig vulgar Febre reumàtica Síndrome de Guillain-Barré Malaltia de Graves-Basedow Miastènia greu |
| III   | Per complexos immunitaris |                               | Púrpura de Schönlein-Henoch Artritis reactiva Lupus eritematós sistèmic Artritis reumatoide                                                                              |
| IV    | Retardades                | Per limfòcits T               | Dermatitis de contacte al·lèrgica Diabetis mellitus de tipus 1 Tiroïditis de Hashimoto Esclerosi múltiple Celiaquia Arteritis de cèl·lules gegants                       |

Amb aquesta nova classificació, la paraula "al·lèrgia" només servia per denominar hipersensibilitats de tipus I, que es caracteritzen per crear reaccions ràpides.
Un dels passos més grans per entendre els mecanismes de l'al·lèrgia va ser el descobriment de l'anticòs anomenat Immunoglobulina E (IgE) − Kimishige Ishizaka fou dels primers a descriure l'IgE a la dècada del 1960.

## Simptomatologia o semiologia
- Cutanis: pruïja, èczema, dermatitis atòpica, urticària i edema angioneuròtic
- Pulmonars: asma, pneumopatia intersticial, pneumopatia eosinofílica
- Oculars: conjuntivitis, queratitis
- Otorinolaringològics: rinitis, sinusitis, epistaxis, anòsmia
- Digestius: vòmits, diarrees, dolor abdominal
- Hematològics: anèmia, trombopènia, leucopènia, eosinofília
- Generalitzats: anafilàxia o xoc anafilàctic

## Distribució en la població
Les xifres de persones afectades per alguna al·lèrgia són estimatives a Catalunya i a Espanya. Es calcula que un 3% de la població adulta pateix rebuig al·lèrgic a algun aliment. Si s'hi sumen les de tipus respiratori que causen pòl·lens, àcars, o el pèl de gat, més el rebuig a metalls, resulta que fins al 25% de la població catalana pateix alguna incompatibilitat immunològica. La fruita seca, el préssec i les gambes són els aliments que causen més al·lèrgia en els adults. En els nens, són la llet de vaca, l'ou de gallina i els fruits secs. A més, el kiwi, el mango i el plàtan són aliments amb tendència a crear al·lèrgies.

## Diagnòstic
El tractament eficaç de les malalties al·lèrgiques depèn de la capacitat de fer un diagnòstic precís. Les proves d'al·lèrgia poden ajudar a confirmar o descartar les al·lèrgies. Un diagnòstic, assessorament i consells d'evitació correctes basats en resultats vàlids de les proves d'al·lèrgia redueixen la incidència de símptomes i la necessitat de medicaments, millorant la qualitat de vida. Per avaluar la presència d'anticossos IgE específics de l'al·lergogen, es poden utilitzar dos mètodes diferents: una prova de punció de la pell o una prova de sang per al·lèrgia. Els dos mètodes són recomanats i tenen un valor diagnòstic similar.
Tipus de proves d'al·lèrgia:
- Proves cutànies:
  - Prova de la punxada (prick test)
  - Prova del pegat (patch test)
- Proves en sang:
  - prova radioal·lergosorbent o RAST

## L'aerobiologia i l'al·lèrgia
L'aerobiologia és la ciència que estudia les partícules biològiques transportades passivament a través de l'aire, tals com bacteries, espores de fongs, insectes molt petits i pol·len. Un dels principals camps de l'Aerobiologia ha estat analitzar aquestes partícules per lluitar en la prevenció dels símptomes de la polinosi.
Espanya compta amb una Xarxa Espanyola d'Aerobiologia (REA) , constituïda el 1992 i el centre coordinador de la qual es troba al Departament de Botànica, Ecologia i Fisiologia de la Universitat de Còrdova. Entre les tasques d'aquest centre coordinador hi ha la difusió d'informació polínica nacional als diferents mitjans de comunicació. L'Associació Panamericana d´Aerobiologia (PAAA)  és una societat d´individus que comparteixen un interès professional o acadèmic en la ciència d´Aerobiologia.

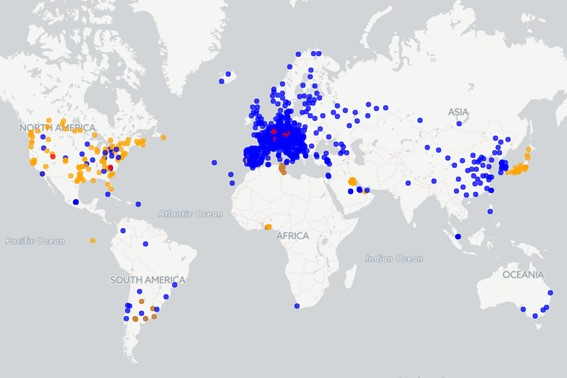
Mapa de las estaciones de muestreo polínico.

El mètode aerobiològic emprat i estandarditzat per la Xarxa Espanyola d'Aerobiologia és àmpliament utilitzat en el camp científic. Les dades generades per la Xarxa Espanyola d'Aerobiologia estan sotmeses a un estricte control, assegurant la seva qualitat àrea. Posteriorment es van publicar les Mínimes Recomanacions del mètode aerobiològic, després d'un intens treball de consens internacional.
L'Aerobiologia és una eina molt útil per a la lluita a la prevenció de la polinosi. Alguns camps de l'Aerobiologia tracten sobre l'estudi de pol·len aerovagant, d'espores de fongs aerovagants o del contingut d'al·lèrgens a l'ambient, al·lèrgens. Altres estudis tracten sobre models de predicció de contingut de pol·len a l'aire o sobre l'estudi de les principals fonts de partícules al·lergògenes.